# Sieć (struktura socjometryczna)
Sieć – w socjologii rodzaj struktury socjometrycznej, w której między wszystkimi osobami w danej grupie społecznej istnieją więzi. W badaniach socjometrycznych sieć jest wskaźnikiem najwyższej spoistości grupy, ponieważ badane osoby dokonują wszystkich możliwych wyborów wzajemnych. 
Im większa jest grupa społeczna, tym mniejsze jest prawdopodobieństwo występowania tego typu struktury. Często jednak możliwe jest istnienie w nich klik, które mają charakter sieci. Jeżeli struktura socjometryczna grupy jest bliska sieci, wówczas można mówić o istnieniu dużej spójności grupy.